# Фітеума куляста
Фітеума куляста (Phyteuma orbiculare) — вид багаторічних трав'янистих рослин роду фітеума (Phyteuma).

## Ботанічний опис
Стебло 15-50 см заввишки. Уся рослина гола.
Листки біля основи продовгувато-ланцетні або яйцеподібно-ланцетні, прикореневі та нижні стеблові — яйцеподібно-довгасті, зазубрені, з черешками, розташовані вище — ланцетні або лінійно-ланцетні, сидячі.
Квітки у кулястих голівчастих суцвіттях на кінцях стебел, з дрібними довгастими приквітками. Чашечка світло-зелена, гола, з загостреними чашолистками. Віночок сильно вигнутий, темно-синього кольору, 8-11 мм довжиною.
Плід — зелена коробочка з численними, зазвичай блискучими насінинами. Цвіте з травня по липень.

## Поширення
Вид поширений у Європі. В Україні зустрічається у Карпатах, а також у західних лісових регіонах та правобережних лісостепових. Росте у лісах, чагарниках, на лісових галявинах.